# Annabel Ellwood
Annabel Ellwood (née le 2 février 1978 à Canberra) est une joueuse de tennis australienne, professionnelle dans les années 1990 et jusqu'en 2004.
En 1998, elle a joué le 3e tour à l'Open d'Australie (battue par Amanda Coetzer), sa meilleure performance en simple en Grand Chelem.
Pendant sa carrière, elle n'a gagné aucun titre WTA, s'imposant néanmoins à vingt-trois reprises (dont quatorze en double) sur le circuit ITF.

## Palmarès

### Titre en double dames
Aucun

### Finale en double dames
| No | Date       | Nom et lieu du tournoi  | Catégorie | Dotation  | Surface    | Vainqueures               | Partenaire         | Score     |          |
| -- | ---------- | ----------------------- | --------- | --------- | ---------- | ------------------------- | ------------------ | --------- | -------- |
| 1  | 08/01/2001 | Canberra Int’l Canberra | Tier III  | 170 000 $ | Dur (ext.) | Nicole Arendt Ai Sugiyama | Nannie De Villiers | 6-4, 7-62 | Parcours |

## Parcours en Grand Chelem

### En simple dames
| Année | Open d'Australie | Open d'Australie     | Internationaux de France | Internationaux de France | Wimbledon       | Wimbledon   | US Open         | US Open        |
| ----- | ---------------- | -------------------- | ------------------------ | ------------------------ | --------------- | ----------- | --------------- | -------------- |
| 1995  | 1er tour (1/64)  | Amy Frazier          | -                        | -                        | -               | -           | -               | -              |
| 1996  | 1er tour (1/64)  | Joannette Kruger     | -                        | -                        | 1er tour (1/64) | Pam Shriver | 2e tour (1/32)  | Els Callens    |
| 1997  | 2e tour (1/32)   | Marketa Kochta       | 1er tour (1/64)          | Amélie Cocheteux         | 1er tour (1/64) | María Vento | 1er tour (1/64) | Corina Morariu |
| 1998  | 3e tour (1/16)   | Amanda Coetzer       | 1er tour (1/64)          | Monica Seles             | -               | -           | -               | -              |
| 1999  | 1er tour (1/64)  | Jane Chi             | -                        | -                        | -               | -           | -               | -              |
| 2000  | 1er tour (1/64)  | Sabine Appelmans     | -                        | -                        | -               | -           | -               | -              |
| 2001  | 1er tour (1/64)  | Emmanuelle Gagliardi | -                        | -                        | -               | -           | -               | -              |

À droite du résultat, l’ultime adversaire.

### En double dames
| Année | Open d'Australie              | Open d'Australie           | Internationaux de France     | Internationaux de France    | Wimbledon                    | Wimbledon                | US Open                       | US Open                    |
| ----- | ----------------------------- | -------------------------- | ---------------------------- | --------------------------- | ---------------------------- | ------------------------ | ----------------------------- | -------------------------- |
| 1995  | 1er tour (1/32) M. Hingis     | Mana Endo N. Sawamatsu     | -                            | -                           | -                            | -                        | -                             | -                          |
| 1996  | 2e tour (1/16) Nicole Pratt   | G. Fernández N. Zvereva    | 2e tour (1/16) R. Fairbank   | Park Sung-hee Wang Shi-Ting | -                            | -                        | 1er tour (1/32) Nicole Pratt  | Katrina Adams M. de Swardt |
| 1997  | 2e tour (1/16) Nicole Pratt   | Debbie Graham K. Radford   | 1er tour (1/32) R. McQuillan | W. Probst Ai Sugiyama       | 1er tour (1/32) R. McQuillan | B. Rittner D. Monami     | 3e tour (1/8) K. Radford      | Yayuk Basuki Caroline Vis  |
| 1998  | 1er tour (1/32) Nicole Pratt  | S. Appelmans M. Oremans    | 1er tour (1/32) Nicole Pratt | V. Ruano Paola Suárez       | 1er tour (1/32) Nicole Pratt | Els Callens Julie Halard | 1er tour (1/32) T. Musgrave   | L. Courtois Maja Murić     |
| 1999  | 1er tour (1/32) Alicia Molik  | MJ Fernández C. Morariu    | 1er tour (1/32) Lisa McShea  | A. Olsza L. Osterloh        | 1er tour (1/32) Lisa McShea  | Cara Black I. Selyutina  | 1er tour (1/32) Rika Hiraki   | F. Labat D. Monami         |
| 2000  | 3e tour (1/8) Rika Hiraki     | Erika de Lone Nicole Pratt | 1er tour (1/32) L. Osterloh  | Tina Križan K. Srebotnik    | 3e tour (1/8) Alicia Molik   | A. Cocheteux N. Dechy    | 1er tour (1/32) Alicia Molik  | Kim Clijsters L. Courtois  |
| 2001  | 1er tour (1/32) De Villiers   | Nicole Pratt Shaughnessy   | 3e tour (1/8) De Villiers    | V. Ruano Paola Suárez       | 1er tour (1/32) De Villiers  | A. Coetzer Lori McNeil   | 1er tour (1/32) Erika de Lone | Tina Križan K. Srebotnik   |
| 2002  | 1er tour (1/32) T. Perebiynis | M. Hingis A. Kournikova    | -                            | -                           | -                            | -                        | -                             | -                          |

Sous le résultat, la partenaire ; à droite, l’ultime équipe adverse.

### En double mixte
| Année | Open d'Australie            | Open d'Australie          | Internationaux de France   | Internationaux de France | Wimbledon                     | Wimbledon                 | US Open | US Open |
| ----- | --------------------------- | ------------------------- | -------------------------- | ------------------------ | ----------------------------- | ------------------------- | ------- | ------- |
| 1996  | -                           | -                         | -                          | -                        | 3e tour (1/8) Joshua Eagle    | Pam Shriver P. Galbraith  | -       | -       |
| 1997  | -                           | -                         | 1er tour (1/32) A. Florent | L. Pleming Neil Broad    | -                             | -                         | -       | -       |
| 1998  | 1er tour (1/16) Ben Ellwood | Lisa Raymond P. Galbraith | -                          | -                        | 2e tour (1/16) Paul Kilderry  | N. Tauziat Daniel Nestor  | -       | -       |
| 1999  | -                           | -                         | 1er tour (1/32) A. Florent | K. Radford Pavel Vízner  | 2e tour (1/16) M. Bhupathi    | Likhovtseva Mark Knowles  | -       | -       |
| 2001  | 2e tour (1/8) Wayne Arthurs | B. Schett Joshua Eagle    | -                          | -                        | 1er tour (1/32) Robbie Koenig | Els Callens Chris Haggard | -       | -       |
| 2002  | 2e tour (1/8) Sandon Stolle | Likhovtseva M. Bhupathi   | -                          | -                        | -                             | -                         | -       | -       |

Sous le résultat, le partenaire ; à droite, l’ultime équipe adverse.

## Parcours en Fed Cup
| #                                                                             | Date       | Lieu        | Surface      | Gagnante(s)                   | Perdante(s)                      | Score         |          |
|                                                                               |            |             |              |                               |                                  |               |          |
| 1997 - 1/4 de finale (groupe mondial II) - Afrique du Sud - Australie - 2 : 3 |            |             |              |                               |                                  |               |          |
| 1                                                                             | 01/03/1997 | Durban      | Dur (ext.)   | Annabel Ellwood               | Joannette Kruger                 | 6-4, 6-3      | Parcours |
| 1                                                                             | 01/03/1997 | Durban      | Dur (ext.)   | Amanda Coetzer                | Annabel Ellwood                  | 1-6, 6-1, 6-0 | Parcours |
|                                                                               |            |             |              |                               |                                  |               |          |
| 1997 - Barrage (groupe mondial I) - Australie - Espagne - 2 : 3               |            |             |              |                               |                                  |               |          |
| 2                                                                             | 12/07/1997 | Hope Island | Dur (ext.)   | Annabel Ellwood               | Magüi Serna                      | 6-4, 6-2      | Parcours |
| 2                                                                             | 12/07/1997 | Hope Island | Dur (ext.)   | Arantxa Sánchez               | Annabel Ellwood                  | 6-2, 6-0      | Parcours |
|                                                                               |            |             |              |                               |                                  |               |          |
| 1998 - 1/4 de finale (groupe mondial II) - Australie - Russie - 2 : 3         |            |             |              |                               |                                  |               |          |
| 3                                                                             | 18/04/1998 | Perth       | Herbe (ext.) | Annabel Ellwood Rennae Stubbs | Anastasia Myskina Tatiana Panova | 6-2, 6-2      | Parcours |

## Classements WTA en fin de saison

### En simple
| Année | 1993 | 1994 | 1995 | 1996 | 1997 | 1998 | 1999 | 2000 | 2001 | 2002 |
| Rang  | 486  | 196  | 144  | 105  | 93   | 125  | 106  | 222  | 169  | 1027 |

Source : (en) « Classements de Annabel Ellwood », sur le site officiel du WTA Tour

### En double
| Année | 1993 | 1994 | 1995 | 1996 | 1997 | 1998 | 1999 | 2000 | 2001 |
| Rang  | 559  | 226  | 366  | 87   | 60   | 142  | 108  | 98   | 84   |

Source : (en) « Classements de Annabel Ellwood », sur le site officiel du WTA Tour